# Dorothy Day
Pour les articles homonymes, voir Day.
Dorothy Day (1897-1980) est une journaliste et une militante catholique américaine. Elle est devenue célèbre pour ses campagnes publiques en faveur de la justice sociale, des pauvres, des marginaux, des affamés et des sans-abris. 
Née dans une famille épiscopalienne peu pratiquante, elle perd la foi puis devient une journaliste radicale, proche des milieux anarchistes, et de l'ultra-gauche américaine. Après une vie de bohème et au moins un avortement, elle donne naissance à une fille, Tamar Theresa, et se convertit au catholicisme. Avec Peter Maurin, elle fonde le Catholic Worker Movement (« Mouvement catholique ouvrier »), qui défendait la non-violence et l'hospitalité envers les exclus de la société. Fervente dans sa foi, elle a aussi défendu l'orthodoxie morale chrétienne lors de la révolution des mœurs des années 1960.
Elle a reçu le prix Pacem in Terris en 1971. En 1996, le film Entertaining Angels : The Dorothy Day Story a été réalisé sur sa vie. Sa cause en béatification a été ouverte en 2000 par le pape Jean-Paul II. Elle est pour le moment considérée comme servante de Dieu.

## Biographie
Dorothy Day est née à Brooklyn, à New York, et a grandi à San Francisco et Chicago. Sa famille est décrite par un biographe comme « solide, patriotique et de classe moyenne ». Son père, John Day, était Scotch-Irish, et sa mère Grace d'ascendance anglaise. Ses parents se sont mariés dans une église épiscopalienne située à Greenwich Village, un quartier de Manhattan où Dorothy Day passera beaucoup de temps une fois adulte.
À partir de 1914, Dorothy Day fréquente l'Université de l'Illinois à Urbana-Champaign grâce à une bourse mais abandonne ses études au bout de deux ans et part vivre à New York. Étudiante peu motivée, elle lit néanmoins beaucoup, intéressée notamment par les thèmes sociaux. Établie à Lower East Side, elle travaille pour des journaux socialistes (The Masses, The Liberator, The Call) et s'engage dans des mouvements pacifistes et en faveur du droit de vote des femmes. Elle passe plusieurs mois à Greenwich Village, où elle fréquente le dramaturge Eugene O'Neill.
Elle est incarcérée en 1917 à la suite d'une manifestation contre l'entrée en guerre des États-Unis. Elle restera surveillée par le FBI pendant la plus grande partie de sa vie.
Day vit alors une vie de bohème, subissant au moins une fois un avortement. Le roman semi-autobiographique The Eleventh Virgin (1924) (La Onzième Vierge), livre qu'elle a plus tard regretté d'avoir écrit, relate cette période de sa vie. 

### Conversion au catholicisme
Alors qu'elle est agnostique, la naissance de sa fille Tamar Theres provoque chez elle un réveil spirituel qui la conduit à embrasser le catholicisme. Son baptême a lieu en décembre 1927 dans l'église Our Lady Help of Christians à Staten Island et elle reçoit la confirmation en décembre 1928. Par la suite, Day commence à écrire pour des journaux catholiques tels que Commonweal et America.
Le Catholic Worker Movement (Mouvement catholique ouvrier) commence par la création du journal Catholic Worker (en) dont le but était de promouvoir la doctrine sociale de l'Église. Des « maisons de l'hospitalité » se développent dans les quartiers pauvres de New York, ainsi qu'une série de fermes où des chrétiens vivent en communauté. Ces bâtiments sont ouverts à tous les pauvres qui souhaitent avoir un toit pour vivre. Day vit pendant un certain temps dans le Camp espagnol (en) d'Annadale (Staten Island), aujourd'hui démoli. Le mouvement se propage rapidement dans d'autres villes aux États-Unis, au Canada et au Royaume-Uni ; plus de 30 communautés indépendantes mais affiliées au CW avaient été fondées en 1941. Aujourd'hui, il existe plus de cent communautés, y compris en Australie, en Allemagne, aux Pays-Bas, en Irlande, au Mexique, en Nouvelle-Zélande et en Suède. Day a aussi été membre de l'Industrial Workers of the World. 
Dans les années 1960, elle gagne le respect d'un nombre significatif de catholiques américains et s'attire dans le même temps les éloges de leaders de la contre-culture américaine : Abbie Hoffman parlait d'elle comme de la première hippie. Cependant, bien que Dorothy Day se soit engagée en faveur des droits des femmes, de l'amour libre et du contrôle des naissances dans sa jeunesse, elle s'est opposée à la révolution sexuelle des années 1960. Elle avait une attitude progressiste en ce qui concerne les droits économiques et sociaux mais défendait une morale catholique orthodoxe, jusqu'à allier sa vision féministe et humaniste solidaire et sa sensibilité pour les alternatives communautaires à la tendance traditionnelle, essentialiste et chrétienne du féminisme pro-vie, une forme moins progressiste que la typique dont elle fut d'abord proche du féminisme chrétien, qui fait du contrôle des naissances, en particulier de l'avortement provoqué, et choisi par l'individu, une violence antiféministe de l'individualisme contre l'essence féminine, son caractère altruiste et la faiblesse naturelle d'un être, l'enfant, cependant existant à part entière plus dominé encore par la société que les femmes ou les pauvres, qu'il faut non utiliser comme victime mais défendre par tous les sacrifices socio-économiques, ce qui implique une cohérence particulière autour de l'altruisme entre le christianisme conservateur sociétal et socio-économiquement progressiste[pas clair]. Son attachement à l'Église ne l'empêchait pas, en revanche, de critiquer certains notables catholiques, dont des membres du clergé. 
Elle s'enthousiasme dans les années 1960 pour la révolution cubaine, dans laquelle elle voit le signe d'une union possible entre communistes et chrétiens. En 1963, pendant le concile Vatican II, Dorothy Day se rend à Rome avec plusieurs femmes afin de demander aux pères conciliaires d'inscrire le désarmement progressif des nations dans la doctrine sociale de l'Église. 
Dorothy Day est morte le 29 novembre 1980 à New York et a été enterrée dans le cimetière de la résurrection à Staten Island. Sa cause en béatification a été ouverte en 2000 par le pape Jean-Paul II. Le pape François la cite comme l'une des quatre figures américaines majeures du XXe siècle.

## Héritage
Son autobiographie, The Long Loneliness (La Longue Solitude), a été éditée en 1952, et son bilan concernant le Mouvement catholique ouvrier, Loaves and Fishes, en 1963. Un film, Entertaining Angels : The Dorothy Day Story, a été produit en 1996. Le rôle de Day y est interprété par Moira Kelly et Peter Maurin par Martin Sheen, deux acteurs plus tard connus pour leurs rôles dans la série télévisée américaine À la Maison-Blanche. Fool for Christ: The Story of Dorothy Day, un one-woman show de Sarah Melici, a été présenté en première en 1998. Le premier documentaire complet sur la vie de Dorothy Day, Dorothy Day : Don’t Call Me A Saint, réalisé par Claudia Larson, a été présenté en première le 29 novembre 2005 à l'Université Marquette, où des écrits de Day sont conservés, et en 2006 au Festival du film de TriBeCa. Les journaux intimes de Dorothy Day, The Duty of Delight: The Diaries of Dorothy Day, édités par Robert Ellsberg, ont été publiés par la Marquette University Press en 2008.
En novembre 2017, un café-atelier associatif le Dorothy, explicitement chrétien, a ouvert à Paris, dans le quartier de Ménilmontant. Dans le même souffle de ce projet et du Simone qui l'avait précédé à Lyon, Paul Colrat, Foucauld Giuliani et Anne Waeles ont publié un ouvrage La communion qui vient, carnet politique d'une jeunesse catholique aux éditions du Seuil en septembre 2021  (ISBN 9782021472936)

## Prix et distinction
Elle a en outre reçu des titres et récompenses posthumes. 
En 1971, Day obtient le prix Pacem in Terris, décerné chaque année depuis 1964 en mémoire de l'encyclique de 1963 Pacem in Terris (en français Paix sur Terre) du pape Jean XXIII. Elle reçoit de nombreuses autres récompenses durant les dix dernières années de sa vie, y compris la médaille Laetare de l'Université Notre-Dame en 1972.
2001 : cérémonie d'admission de Dorothy Day  au National Women's Hall of Fame (Seneca Falls, New York).

## Publications
- La Longue Solitude, Éditions du Cerf, 2018,  (ISBN 9782204127073), présentation éditeur.

## Source
- (en) Cet article est partiellement ou en totalité issu de l’article de Wikipédia en anglais intitulé « Dorothy Day » (voir la liste des auteurs).